# V век до н. э.
V (пя́тый) век до на́шей э́ры по пролептическому юлианскому календарю — век с 1 января 500 года до н. э. по 31 декабря 401 года до н. э. Это 6-й век 1-го тысячелетия до н. э. Ему предшествовал VI век до н. э., за ним следовал IV век до н. э. Закончился 2425 лет назад.

## Основные события

Карта Греции и Малой Азии 431 год до н. э.

- 500—449 до н. э., с перерывами — греко-персидские войны[1].
- 12 сентября 490 года до н. э. — Марафонская битва[2][3], разгром персов греческим войском под командованием Мильтиада.
- 491—478 до н. э. — тиран Гелон правит большей частью Сицилии.
- 483—482 год до н. э. — создание сильного афинского флота. Строительство «Длинных стен», соединивших Афины с Пиреем.
- 11 августа 480 года до н. э. — битва в Фермопильском ущелье, захват и разрушение персами Афин, разгром персов в морской битве при Саламине в сентябре.
- 480 год до н. э. — объединение военной федерации греческих полисов на Боспоре Киммерийском в Боспорское царство со столицей Пантикапеем и начало царствования династии Археанактидов на Боспоре.
- I век (традиционно 475—393 до н. э.) — 5-й император Японии Косё.
- С 431—404 до н. э. — Пелопоннесская война.
- К концу века Сиракузы достигли своего расцвета.
- Китай: Эпоха Чжоу. Подчинение племён дунху и жунов.

Середина V века — В Кампании этрусские поселения отчасти завоёваны, отчасти истреблены самнитами.
Середина V века — Плавание карфагенянина Гимилько из Кадиса к берегам Франции и Британии.
Середина V века — Аристократические роды в Карфагене добились учреждения коллегии 104-х судей.
Середина V века — середина I века — Культура Ла Тен в Центральной и Северо-Западной Европе (кельтская).
Середина V века — Разгром пифагорейских общин в Италии.
Середина V века — Персы признают власть сыновей Инара и Амиртея над полусамостоятельными владениями в Нижнем Египте.
Середина V века — Утверждение религии джайнизма в Индии.
Середина V века — Строительство оборонительных сооружений на южных границах царства Ци.

## Родились
- около 497 до н. э. — Софокл, греческий философ и поэт (умер около 406 до н. э.).
- около 494 до н. э. — Перикл, афинский государственный деятель (умер в 429 до н. э.).
- 469 до н. э. — Сократ, греческий философ (казнён в 399 до н. э.).
- 460 до н. э.:
  - Демокрит, греческий философ (умер в 371 до н. э.).
  - Гиппократ, греческий врач (умер около 375 до н. э.).
- 427 до н. э. — Платон, греческий философ (умер около 347 до н. э.).

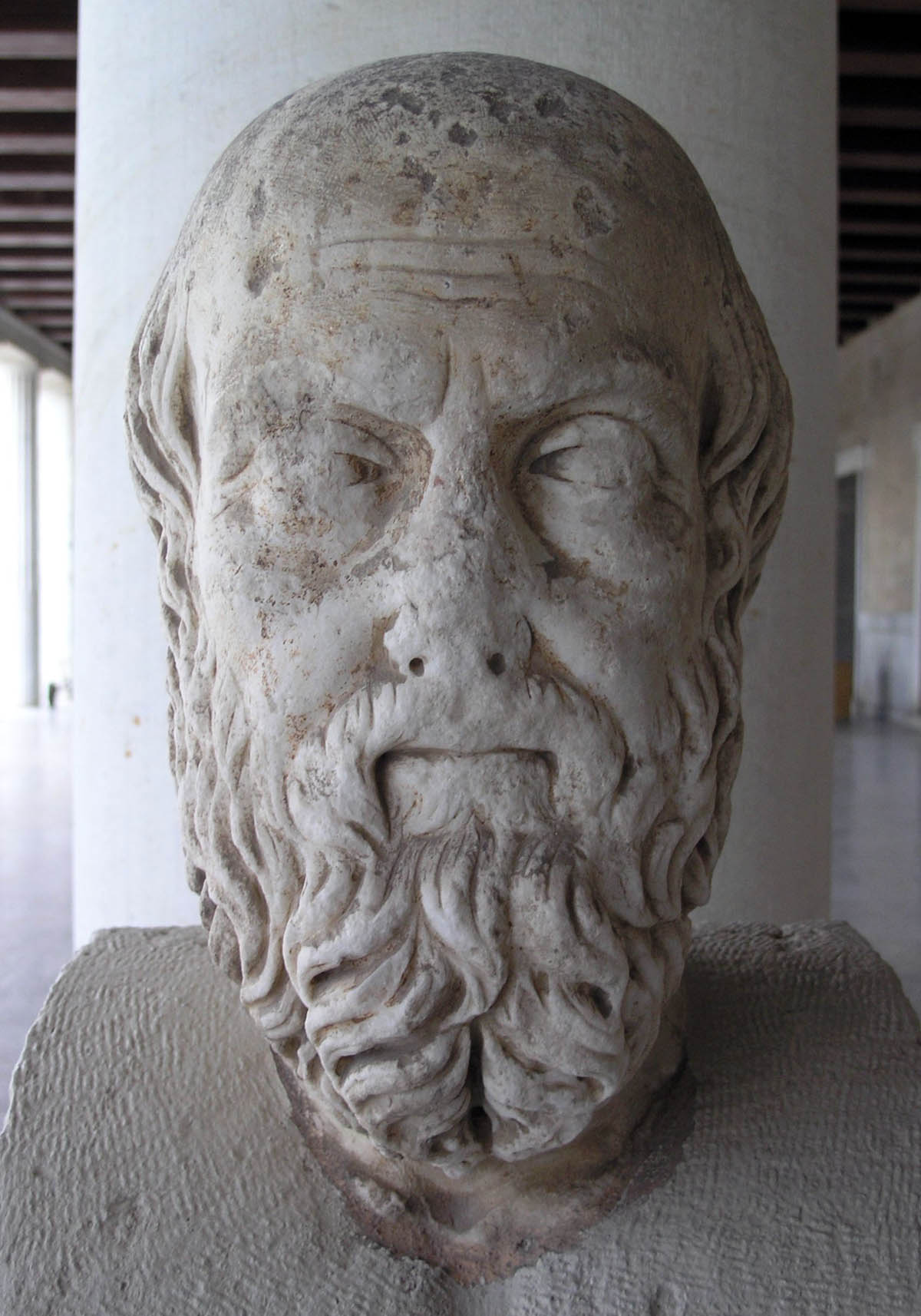
Бюст Геродота

## Умерли
- 479 до н. э. — Конфуций, китайский философ (род. в 551 до н. э.).
- Около 425 до н. э. — Геродот, греческий историк (род. около 485 до н. э.).
- 406 до н. э. — Софокл, греческий философ и поэт (род. около 497 до н. э.).

## Открытия
- Геродот (485 до н. э. — 425 до н. э.) описал «оптический телеграф» (передача информации на расстоянии с помощью огня — костров), используемый персами. Также ему приписывают составление первого списка семи чудес света.
- Демокрит (460 до н. э. — 371 до н. э.) — всё материальное состоит из атомов — самых маленьких неделимых частиц.